# WESS
WESS(웨스)는 대한민국의 음악 그룹이다. 2021년 싱글 《Noname Planet Hotel》로 데뷔했다.

## 음반
- Noname Planet Hotel (2021)
- nahnah (2022)